# Domenico Delli Pizzi
Domenico Delli Pizzi (Pescara, 6 aprile 1955) è un allenatore di calcio ed ex calciatore italiano, di ruolo portiere.

## Carriera

### Giocatore
Dopo le giovanili e l'esordio in prima squadra nei dilettanti del Chiola, nella stagione 1973-1974 venne ingaggiato dall'Avellino, neopromosso in Serie B, dove rimase 2 anni come portiere della Primavera e collezionò diverse presenze in panchina con la prima squadra.
Successivamente disputò il campionato di Serie A 1982-1983 nelle file del Cesena come riserva di Angelo Recchi, scendendo in campo in 6 occasioni (esordì il 6 marzo 1983 in occasione della sconfitta esterna con la Fiorentina). I romagnoli chiusero il campionato al penultimo posto, venendo quindi retrocessi in Serie B.
Dopo questa esperienza proseguì la carriera nelle serie minori.

### Allenatore
Dopo il ritiro ha intrapreso l'attività di preparatore dei portieri.
Dopo aver allenato i portieri dell'Hatria la stagione precedente, in quella 2007/08 ha ricoperto lo stesso ruolo alla Pro Vasto.
Nella stagione 2008/09 è entrato nello staff tecnico di Eusebio Di Francesco al Lanciano, restando nel club per due stagioni, nonostante l'esonero di Di Francesco.
Nella stagione 2013/14 ha svolto il ruolo di preparatore dei portieri al Giulianova, entrando nello staff tecnico di Donato Ronci. La stagione seguente ha seguito l'allenatore al Chieti, restando nel club fino al gennaio del 2016, quando l'allenatore e tutto il suo staff hanno rassegnato le dimissioni.
Nel luglio del 2016 è diventato il preparatore dei portieri dello Spoltore, seguendo nuovamente Ronci.
Nel luglio del 2017 fa ritorno a Lanciano, entrando nello staff tecnico di Alessandro Del Grosso al neonato Lanciano Calcio 1920.